# 若宮大通

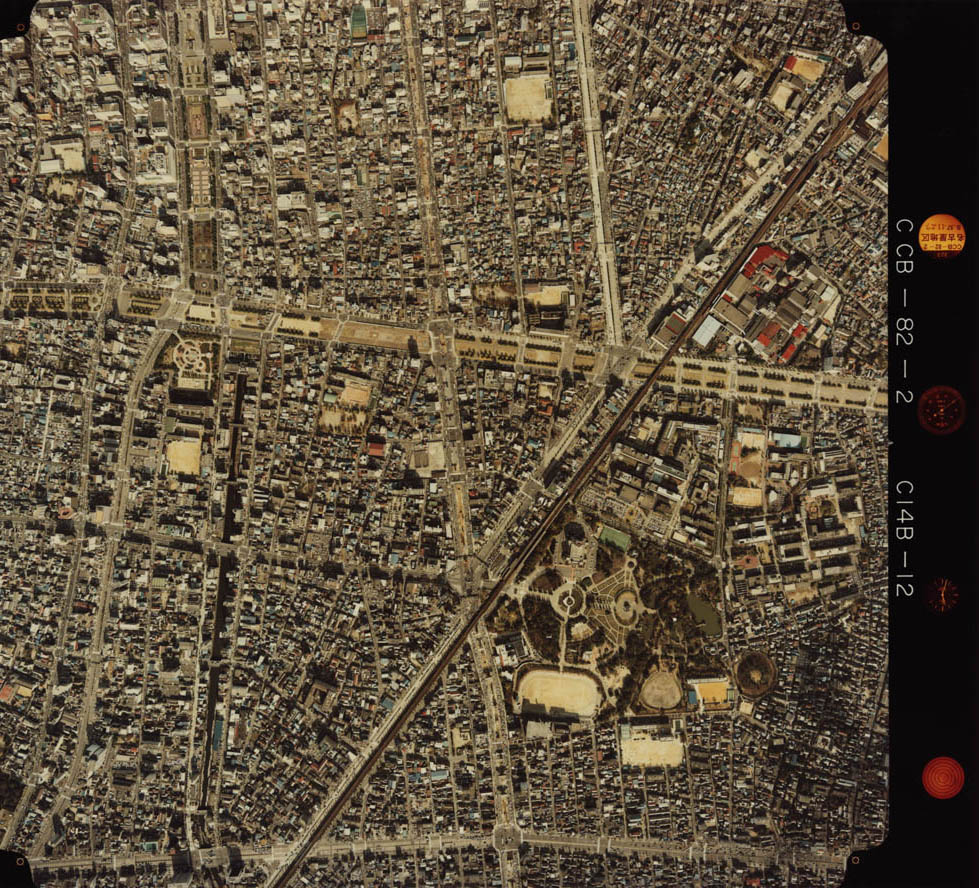
鶴舞駅周辺。中央やや上寄りを左右に横切るのが若宮大通。2003年の

若宮大通（わかみやおおどおり）は、名古屋市内の中心部を東西に走る日本に3本（名古屋市に2本、広島市に1本）ある「100m道路」の一つである。中央分離帯にある公園も含めた幅員が約100メートルある。

## 概要

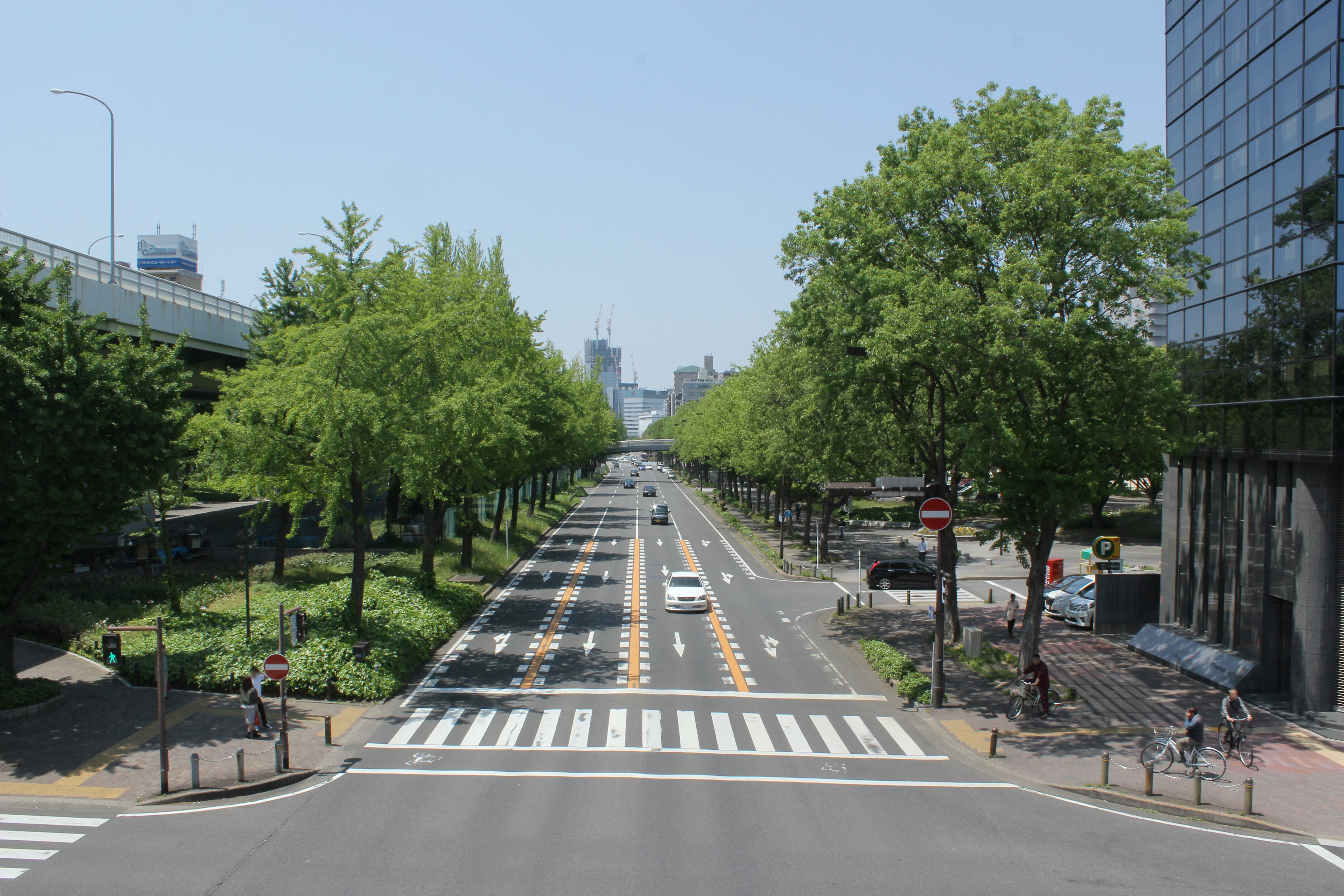
東行き車線。

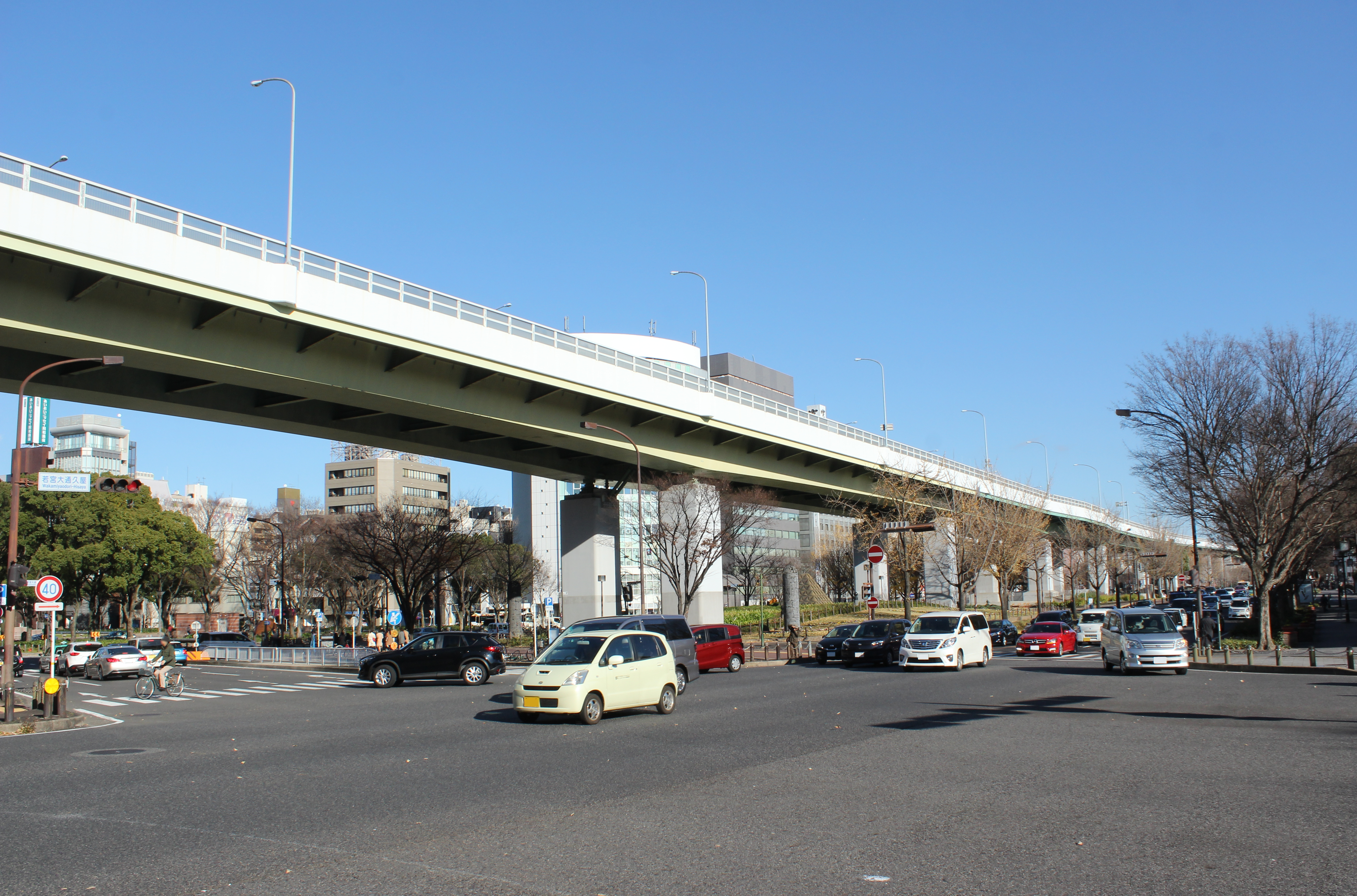
久屋大通との交点付近

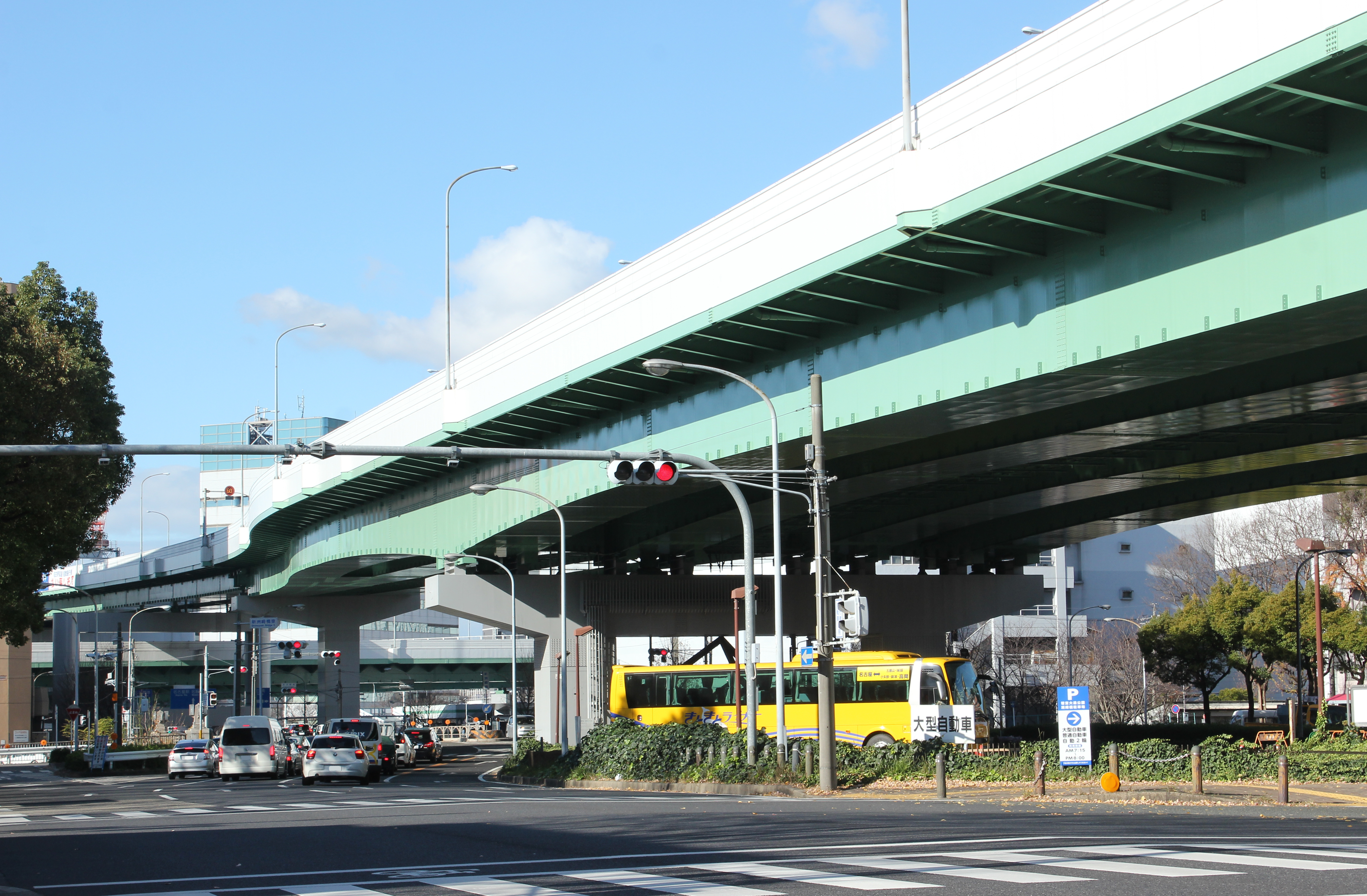
若宮大通起点の新洲崎橋付近。奥は新洲崎JCT。

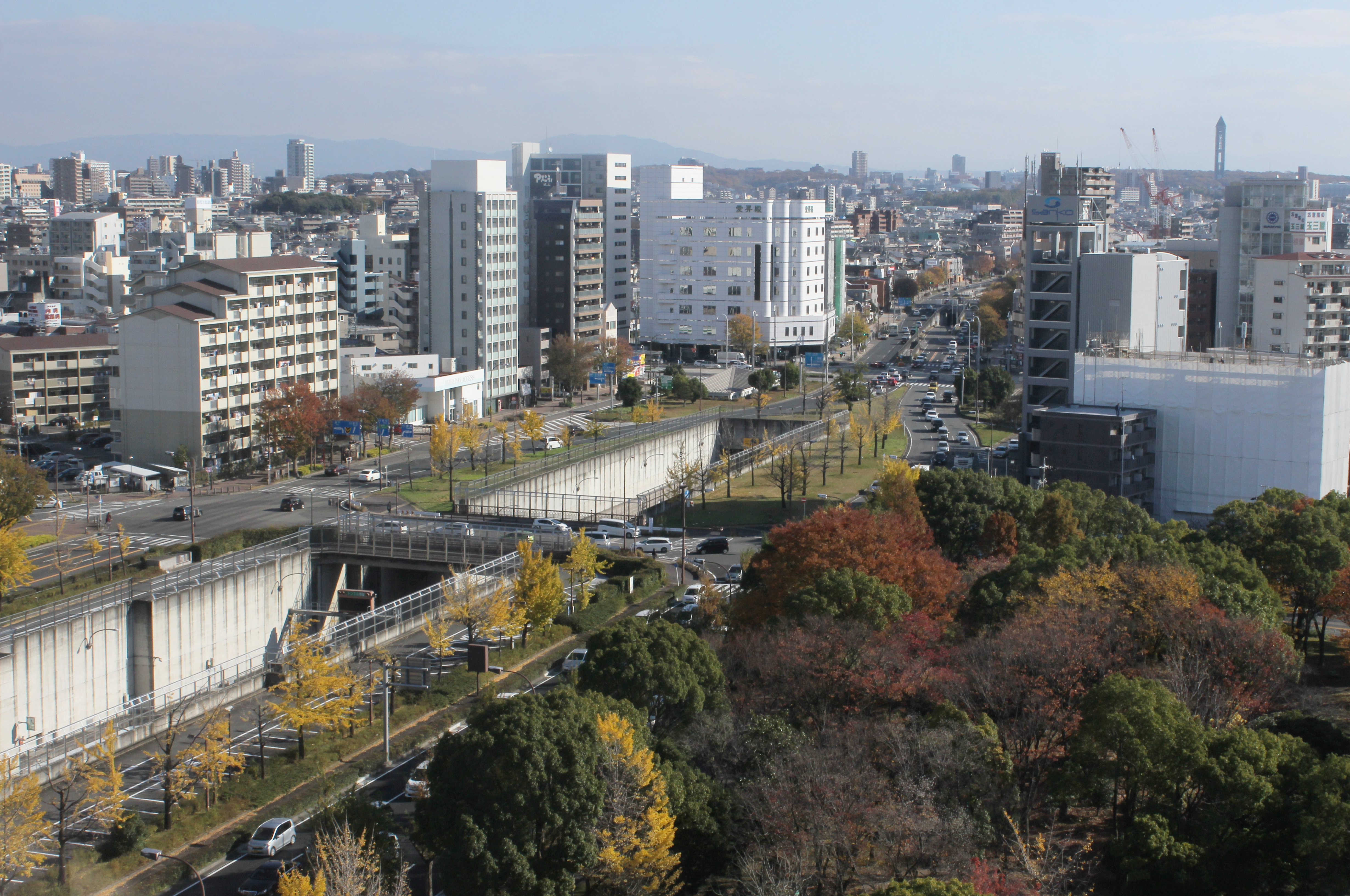
若宮大通終点部の中道交差点付近。

正式な名称は名古屋市道矢場町線である。久屋大通とならぶ100メートル道路の一つである。南北に久屋大通、東西に若宮大通が配置され、大須四丁目付近で両者がT字型に交差している。また、地下には新堀川に対する流量調整を目的した若宮大通調節池が設置されている。
当該道路は中央帯にグリーンベルトを設け、災害時以外は市民の遊歩地帯にすることで、道路の目的を交通処理以外にも置いたという点で特殊な道路とされた。また、造成を企図した名古屋市技監の田淵寿郎は自叙伝の中で、防災道路としての役割のみならず、都市美観における役割も果たすことや、名古屋市の名物とすることも述べている。なお、100mの幅に決定した理由としては、百という数がきりが良かったからだろう、と当時の旧・建設省の担当者は述べている。
造成後しばらくは百メートル道路ないし矢場町線の名前で親しまれたが、これが全国に知れ渡るに至り、市当局はより親しみを持って貰うべく新たな道路名称を付与することになった。市土木局や計画局が中心となって思案した結果、1961年12月の市幹部会にて東西路線が若宮大通、南北路線が久屋大通と決定した。沿線に所在する若宮八幡社にちなんで「若宮」の名を頂き、末尾は「大路」とする選択肢もあったが最終的に「大通」が採用された。なお、これ以外には中京通、中央通、名城通、高砂通、寿通の名前が挙がったとされる。
西端は中区新洲崎橋東交差点、東端は千種区中道交差点（吹上駅の真上）にあたる。道路中央には若宮大通公園があり、その上部のほとんどに（地下式となっている東端部を除いて）名古屋高速道路の高架橋が置かれている。道路は往復8車線（片側4車線）で、公園となる中央帯の幅員は51mである。沿道にはイチョウをはじめ、コブシ、ハナノキ等を植栽している。

## 歴史
第二次世界大戦後の復興計画を策定するにあたって、火災による延焼防止のほか、災害時における避難場所を造るという名目で市内に2本の100m道路を造成することになった。これに堀川を加えて都心を6分割のうえ都市防災に備えるという目論見であった。
100m道路を考案したのは、当時の名古屋市技監兼施設局長の田淵寿郎である。1945年9月の戦後初の臨時市会で、名古屋市の再建計画が決議され、この中で50m道路を造るという発想が盛り込まれたが、田淵はさらに100m道路2本を追加するよう指導した。この計画を当時の内務省に示すことになったが、国の方針として道路を広くとるよう指導していた時期であったものの、100mというプランには国側が驚いたとされる。同年12月6日には「大中京再建の構想　公園道路（幅百米以上）二本」と題して新聞紙上で計画を発表し、市民に実現のための周知徹底と協力を呼びかけた。同月末には国によって「戦災地復興計画基本方針」が閣議決定され、都市における必要箇所に50ｍないし100m道路を設置すること、公共性の高いものについては地元負担に堪えざる場合は国庫補助を行うことが明記された。
若宮大通は、戦前からあった街路（幅員13.5間=約23m）を家屋立ち退きのうえで100mに拡幅する計画であった。ところが、1949年に当時国政を監視していたGHQは、国の財政規模や災害が頻発することによる財政窮迫の状況に鑑み、各地域で計画された過度の戦災復興計画の見直しを求めるに至った。いわゆるドッジ・ラインの実施であり、国庫補助と戦災復旧費が削減されることになった。
その矛先として、各地域で計画された100m道路が挙げられるに至り、それは名古屋市とて同様であった。国の狙いとしては、100mを50mに狭めればそのぶん換地を戻せる、という考えであった。しかしながら、この時点で、移転に同意した住民が換地に家屋を建造している状況を考慮し、もしここで同意すれば、換地で建てた家屋の取り壊しが発生することで、住民に大変な迷惑がかかるうえに、一度指定した換地から建物を戻せば移転費用がかさむとの理由により縮小には応じない方針を貫いた。これには田淵が「長い経験から言うのだが、わしが意見を曲げて妥協して譲ったときに、結果として一つもよいことはなかった」と言って、職員に国を説得するようにはっぱをかけたという裏事情もあった。これによって名古屋市の場合は、国の補助の大きな削減を逃れることができた。この結果、7都市（全国16路線）で計画された100m道路のうち、実現したのは名古屋市と広島市（平和大通り）の併せて3路線のみとなった。
100m道路をはじめとした土地区画整理事業の実現にあたっては、地主から4割程度の土地を確保して、それを道路や公園に充てるという方法が採られた。しかしながら、市民に対して高率の減歩を迫ることから、都心部に散在する墓地を集団移転させたうえで、新たな土地を捻出のうえ市民の負担を抑えるという方法を田淵が考案した。住職の説得には大変な困難が伴い、なかには尾張徳川家の墓地もあるなかで、これらの墓地を集団移転させるための努力が払われた。そして、集団移転先として、東山公園の北側で、広大な空き地となっていた旧陸軍の演習地（現・平和公園）に白羽の矢を立て、最終的に279寺が移転に同意し、完了には20年の歳月を要することとなった。後年、田淵は、平和公園における土地確保がすべての都市計画実現の条件であった、と述べている。
この頃、復興に絡む道路拡幅は、100m道路のみならず市内の至る所で実施されたが、立ち退きに絡む堅牢物件の移設については、ビルを基礎から切り離してジャッキアップのうえ移動するという方法（曳家工法）が採用された。このため、市内各所でビルが動くという珍事が展開されたが、若宮大通の場合は、久屋大通との接続部に該当の支障物件があった。ただし、換地が遠方（飛び地）であるために移動が不可能であることから、この一件については取り壊されることになった。所有者の移転完了後、空室になったビルは名古屋市消防局による火災実験が行われた。これは、ビル周りが空き地となっていたことで、鉄筋コンクリート建物による恰好の火災実験の対象として供されたためだが、当時の都心における土地区画整理事業ならではのエピソードであった。　
拡張工事の進展に伴い、障害となっていた名古屋刑務所が西加茂郡三好町（現・みよし市）に移転して用地確保が完了するに至り、東西約4kmを貫く100m道路が完成することとなった。
後年、名古屋高速が若宮大通を経由するために中央帯に建設されることになったが、この経緯については名古屋高速2号東山線を参照されたい。

### 年表
- 1945年（昭和20年）12月6日 ： 戦災復興として復興計画を新聞紙上で発表[15]
- 1946年（昭和21年）6月27日 ： 復興関連の都市計画決定[31]
- 1953年（昭和28年）12月22日 ： 市議会で名古屋刑務所の移転を決議[32]
- 1961年（昭和36年）12月4日 ： 市幹部会にて100m道路の名称を若宮大通、久屋大通に制定[3]
- 1962年（昭和37年）10月10日 ： 国鉄中央本線の名古屋駅 - 大曽根駅間の複線立体化工事が完成（鶴舞駅 - 千種駅間で若宮大通と交差）[33]
- 1964年（昭和39年）11月17日 ： 名古屋刑務所移転完了[34]
- 1986年（昭和61年）10月27日 :  名古屋高速白川出入口と接続[35]。
- 1988年（昭和63年）4月26日 :  名古屋高速吹上出入口（現在の吹上東出入口）と接続[36]。

## 施設

### 沿線にある施設
- 若宮八幡社
- 久屋大通庭園フラリエ
- 名古屋パルコ
- 矢場とん本店
- 大須
- 白川公園
- 名古屋市科学館
- 名古屋市美術館
- テレビ愛知本社
- 名古屋中郵便局
- 久屋大通公園
- イオンタウン千種
- 名古屋大学医学部
- 名古屋大学医学部附属病院
- 名古屋工業大学
- 鶴舞公園
- 名古屋市鶴舞中央図書館（名古屋市図書館のひとつ）
- 吹上ホール

### ギャラリー

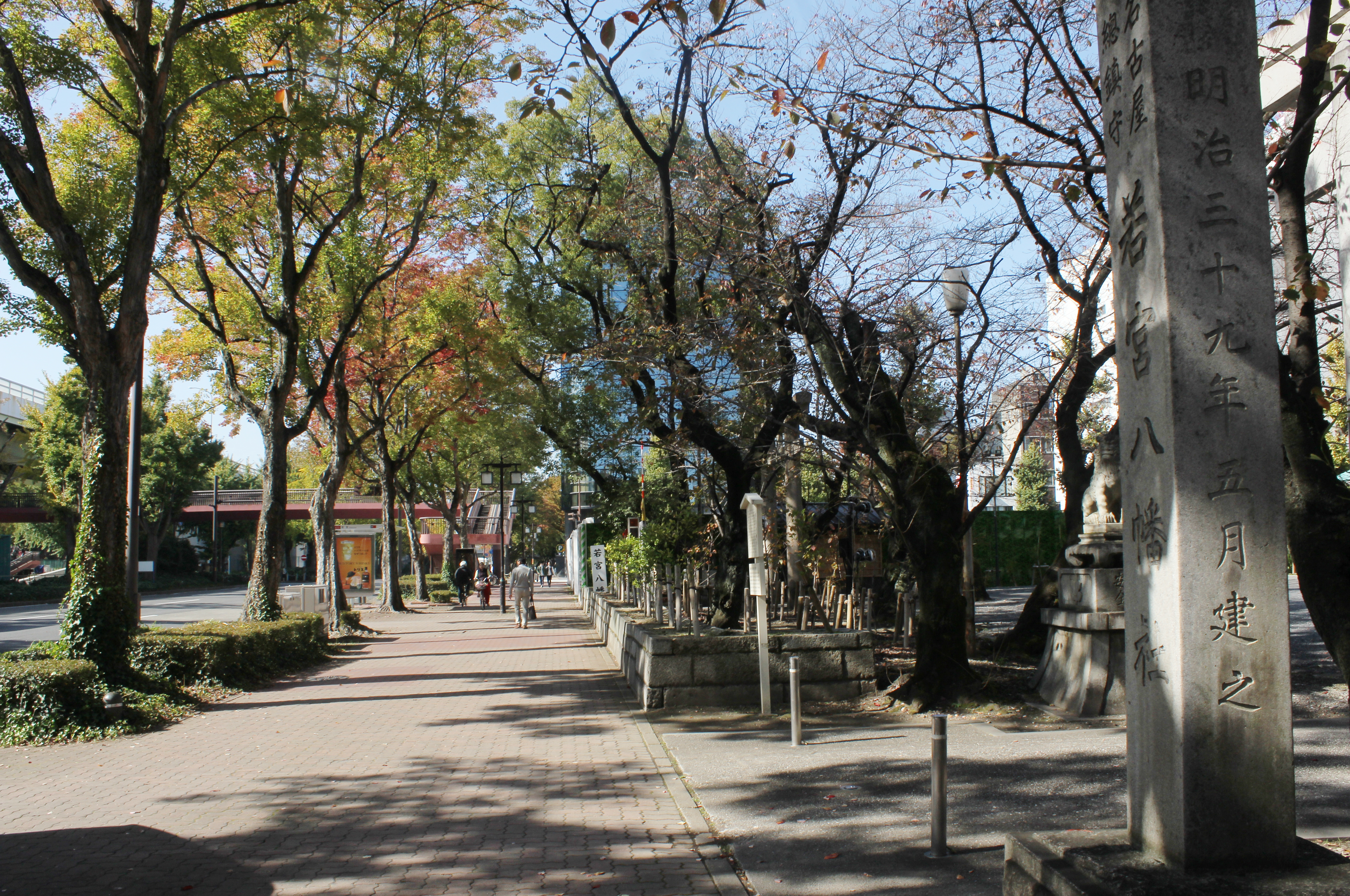
若宮大通に向き合って建つ若宮八幡社（右側）
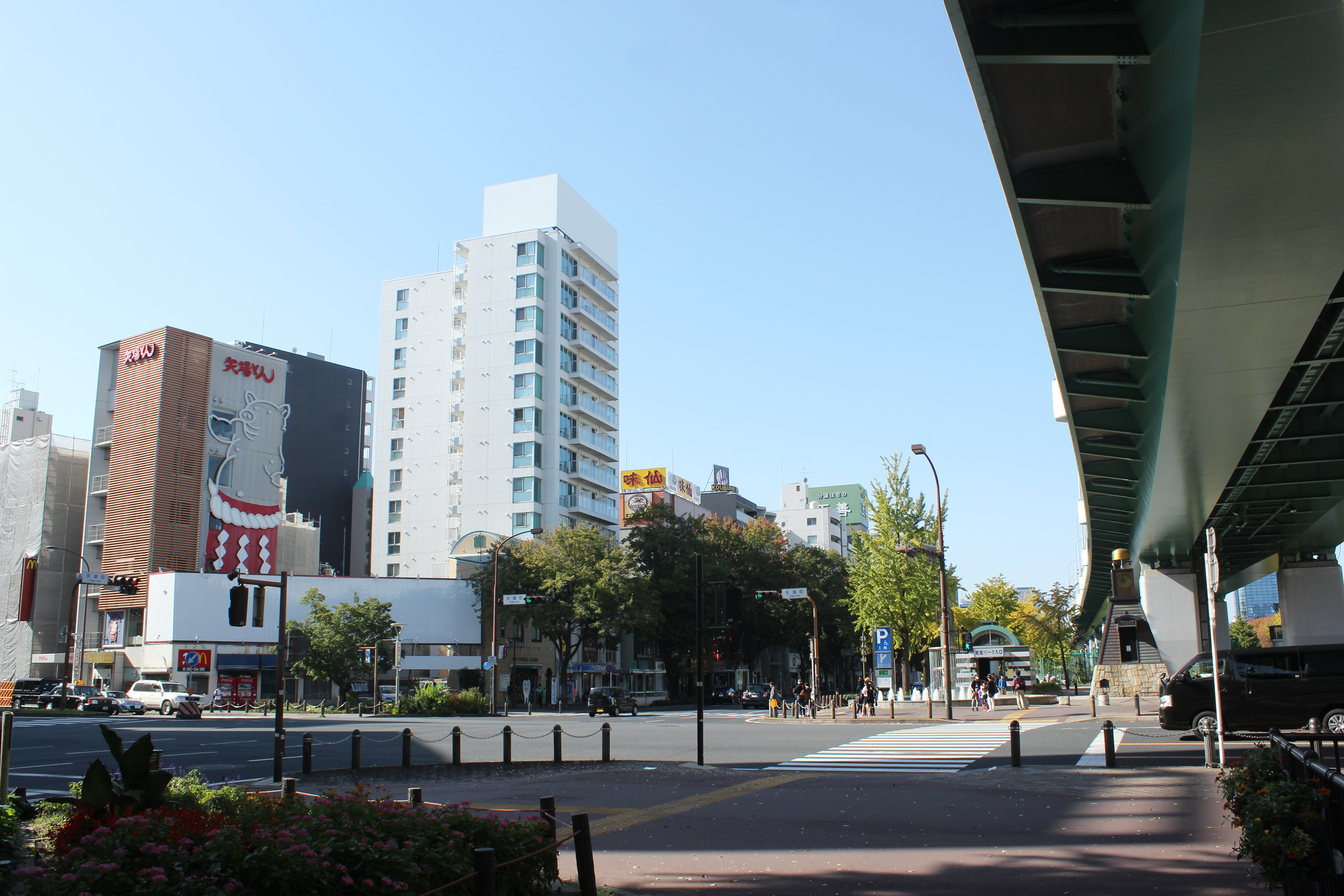
矢場とん（左側）
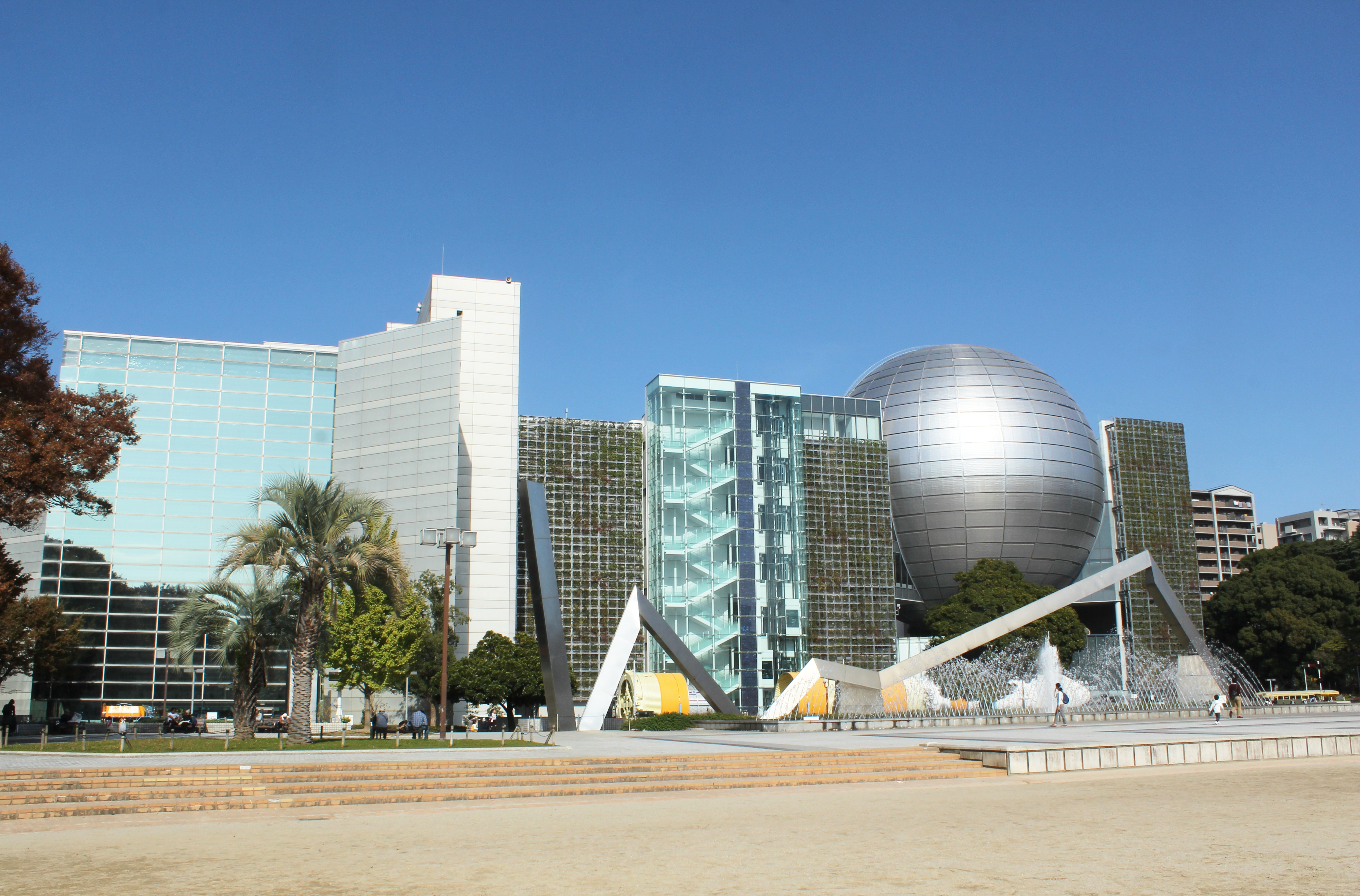
白川公園と名古屋市科学館
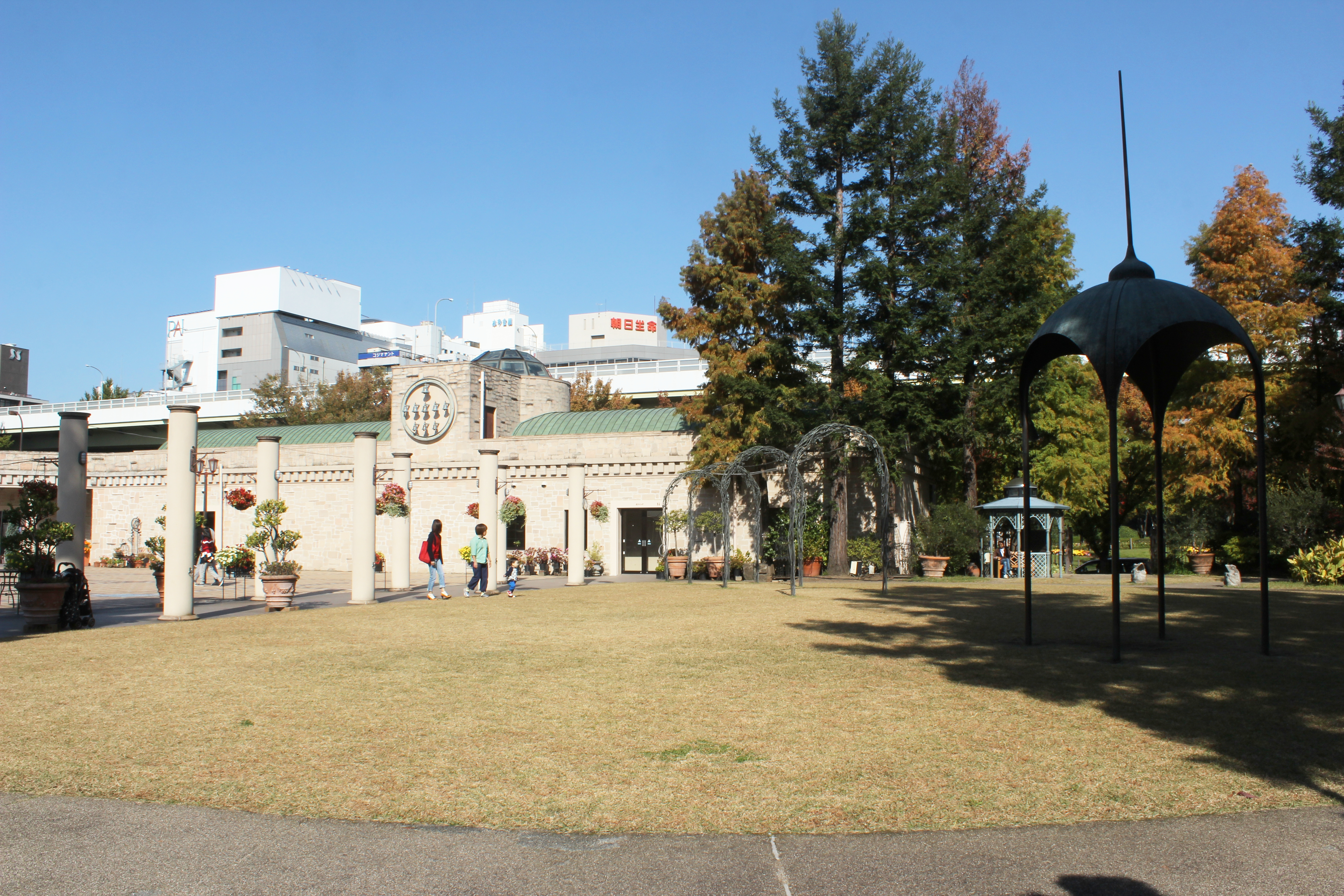
久屋大通庭園フラリエ

## 交通

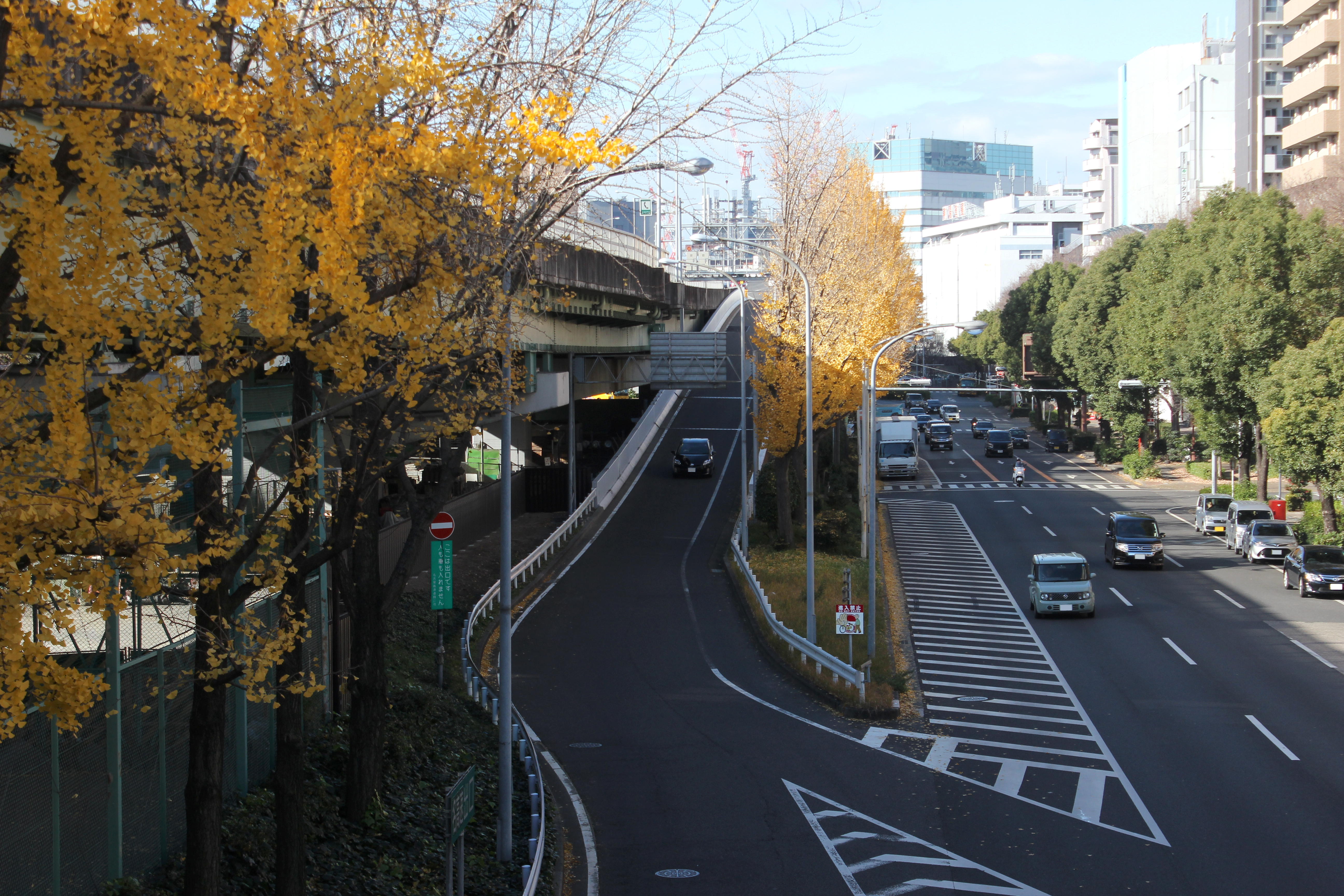
名古屋高速と連絡する（白川出口）。

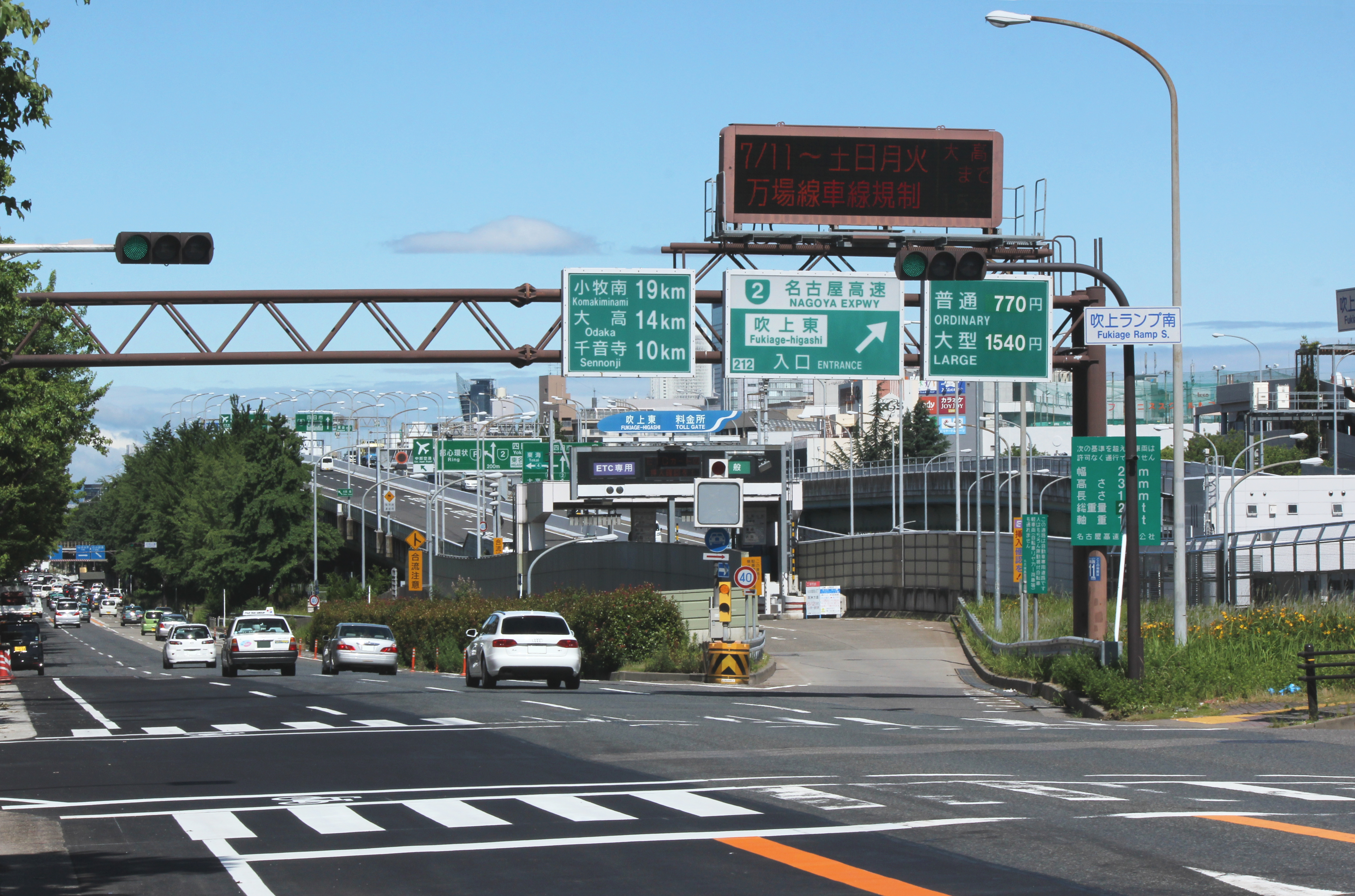
吹上東入口。

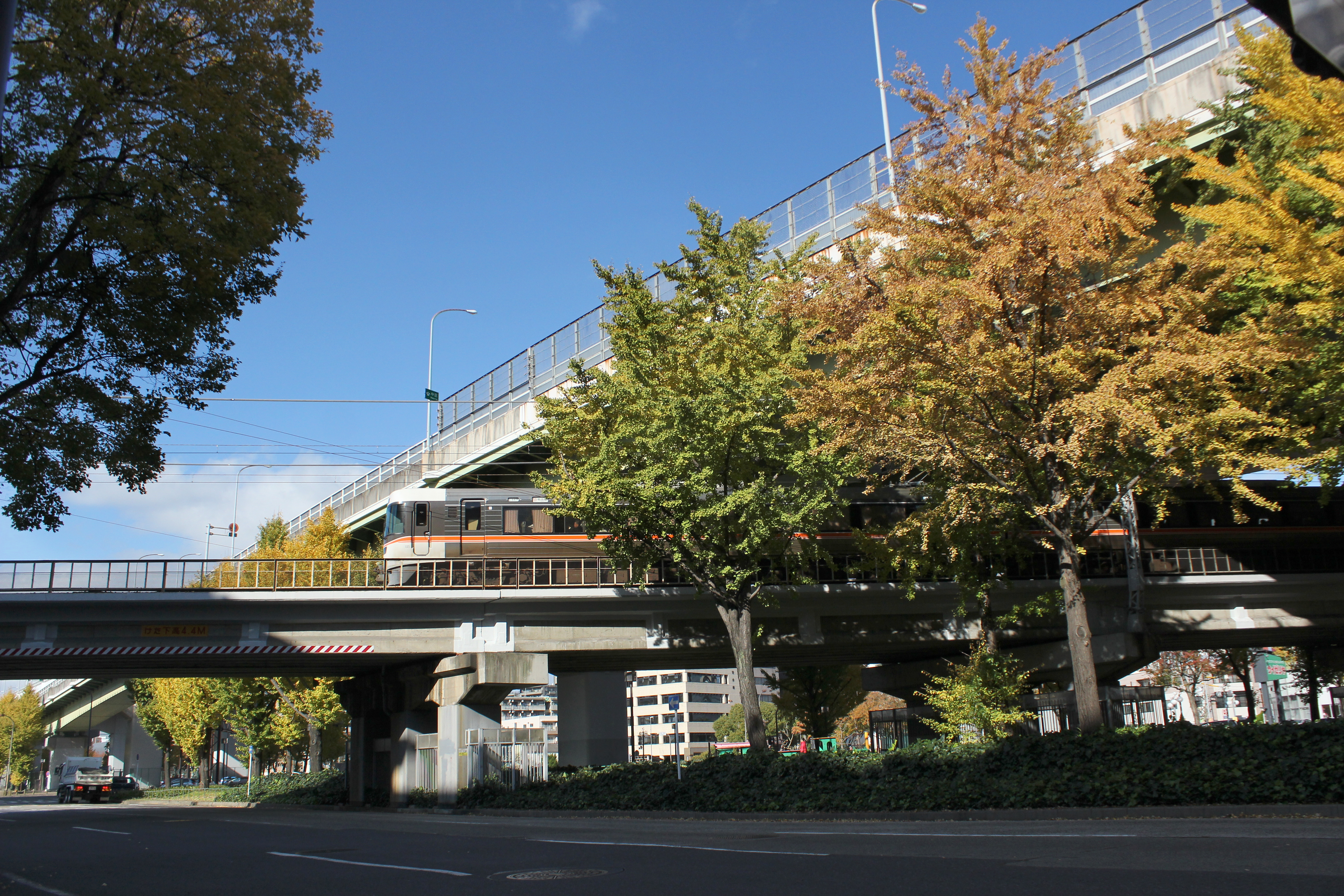
千種区内でJR中央線と立体交差。

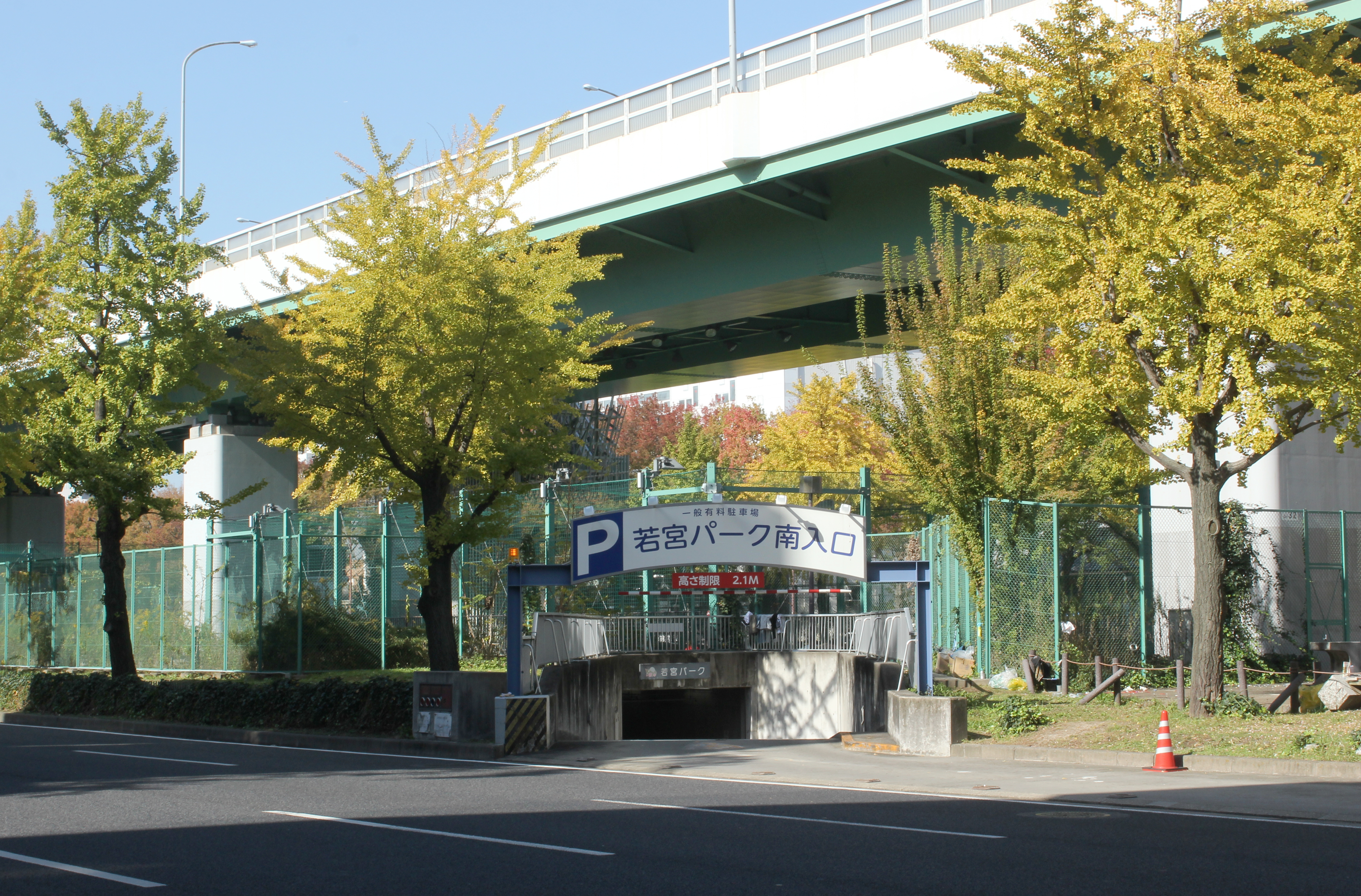
若宮パーク（地階）入口。

### 交差・接続する一般道路
名駅南3丁目 - 新洲崎橋東間は認定上は下広井町線と大須水主町第１号線（新洲崎橋部分）
- 名古屋市道下広井町線（名駅南3丁目交差点）：名古屋駅から起点までの最短経路
- 名古屋市道江川線（名駅南3丁目交差点）
- 伏見通（国道19号・国道22号）（若宮北交差点/若宮南交差点）
- 名古屋市道本町通（若宮大通本町交差点）
- 大津通（矢場町交差点）
- 前津通（若宮大通久屋交差点）
- 久屋大通（若宮大通久屋交差点）
- 名古屋市道堀田高岳線（空港線）（丸太町交差点）
- 名古屋市道葵町線（千早交差点）
- 名古屋市道名古屋環状線（中道交差点）
- 名古屋市道鏡ヶ池線（中道交差点）：終点から先を継承、国道153号重複
- 国道153号（飯田街道）（吹上公園北交差点/吹上公園交差点 - 中道交差点で重複）

### 有料道路
- 名古屋高速2号東山線（白川出入口、吹上東出入口、吹上西出入口）
- 名古屋高速都心環状線（新洲崎ジャンクション、丸田町ジャンクション）

### 鉄道
- 名古屋市営地下鉄名城線 矢場町駅
- 名古屋市営地下鉄鶴舞線 大須観音駅
- 名古屋市営地下鉄桜通線 吹上駅
- JR中央本線 鶴舞駅

### 駐車場
- 若宮パーク
- 若宮大通公園堀留前駐車場
- 若宮大通公園新洲橋駐車場
- 若宮大通公園新洲橋東駐車場
- 白川公園南駐車場

### その他
- 他、市営バス・名鉄バスのバス停多数。